# Angliers, Vienne

Angliers este o comună în departamentul Vienne, Franța. În 2009 avea o populație de 662 de locuitori.